# Patogeny roślin
Patogeny roślin, fitopatogeny – czynniki biotyczne (infekcyjne) wywołujące choroby roślin. Mogą nimi być: wiroidy i wirusy wykorzystujące komórki roślinne podczas replikacji oraz organizmy o charakterze pasożytów: fitoplazmy, bakterie, pierwotniaki, lęgniowce zaliczane do królestwa Chromista, grzyby i rośliny pasożytnicze, korzystające z produktów fotosyntezy wytworzonych przez rośliny. Bardzo rzadko fitopatogenami bywają glony. Fitopatolodzy amerykańscy do patogenów roślin zaliczają również nicienie, są to jednak zwierzęta, i w Europie nie są zaliczane do fitopatogenów, lecz do szkodników.
Według ankiety przeprowadzonej wśród fitopatologów przez czasopismo "Molecular Plant Pathology" 10 najważniejszych patogenów bakteryjnych to:
1. Pseudomonas syringae pathovars
2. Ralstonia solanacearum
3. Agrobacterium tumefaciens
4. Xanthomonas oryzae pv. oryzae
5. Xanthomonas campestris pathovars
6. Xanthomonas axonopodis pv. manihotis
7. Erwinia amylovora
8. Xylella fastidiosa
9. Dickeya (dadantii oraz solani)
10. Pectobacterium carotovorum (oraz P. atrosepticum)

10 najważniejszych patogenów wirusowych to:
1. Tobacco mosaic virus (TMV)
2. Tomato spotted wilt virus (TSWV)
3. Tomato yellow leaf curl virus (TYLCV)
4. Cucumber mosaic virus (CMV)
5. Potato virus Y (PVY)
6. Cauliflower mosaic virus (CaMV)
7. African cassava mosaic virus (ACMV)
8. Plum pox virus (PPV)
9. Brome mosaic virus (BMV)
10. Potato virus X (PVX).

10 najważniejszych patogenów grzybiczych to:
1. Magnaporthe oryzae
2. Botrytis cinerea
3. Puccinia sp.
4. Fusarium graminearum
5. Fusarium oxysporum
6. Blumeria graminis
7. Mycosphaerella graminicola
8. Colletotrichum sp.
9. Ustilago maydis
10. Melampsora lini.

Choroby roślin znane były od dawna, jednakże nieznana była ich przyczyna. Po raz pierwszy jako ich sprawcę rozpoznano grzyby, one też stanowią największą grupę patogenów roślin. W 1807 r. Prevost opisał kiełkujące zardodniki grzyba na kiełkach pszenicy. Dzisiaj grzyb ten znany jest jako Tilletia caries. W 1861 r. Anton de Bary jako patogena powodującego zarazę ziemniaka opisał lęgniowca Phytophthora infestans, w 1882 r. T.J. Burrill zbadał, że czynnikiem wywołującym  zarazę ogniową u drzew owocowych jest bakteria Ervinia amylovora. W 1892 r. Iwanowski, a w 1898 r. Beijerinck odkryli jeszcze znacznie mniejsze od bakterii fitopatogeny będące wirusami. Obecnie znamy już fitopatogeny wszystkich ważniejszych chorób roślin rolniczych, walka z nimi nadal jednak jest bardzo trudna. 
Fitopatogeny infekując roślinę korzystają z wytworzonych przez nią substancji pokarmowych, są więc pasożytami. Kiedy jednak porównano rozmiary i masę patogenów z wielkością i masą ich żywicieli (roślin) stwierdzono, że w wielu przypadkach masa patogenów jest tak mała, w porównaniu do masy żywiciela, że nie mogą one w istotny sposób zmniejszyć jego zasobów pokarmowych i energetycznych. Niezrozumiałe stało się więc dlaczego powodują one tak poważną chorobę roślin, często prowadząca do ich obumarcia. Dopiero badania z zakresu biochemii i biologii molekularnej wykazały, że fitopatogeny powodują w organizmie roślin również inne szkody. Podczas infekcji i penetracji ich komórek uszkadzają je, co powoduje większe szkody, niż samo pobieranie substancji pokarmowych. Ponadto wiele bakterii i grzybów wydziela różne metabolity, w tym toksyny, które znacząco zaostrzają przebieg choroby. Patogeneza wywołanych przez fitopatogeny chorób roślin jest procesem bardzo złożonym.